# 제2차 세계 대전의 군사 교전 목록

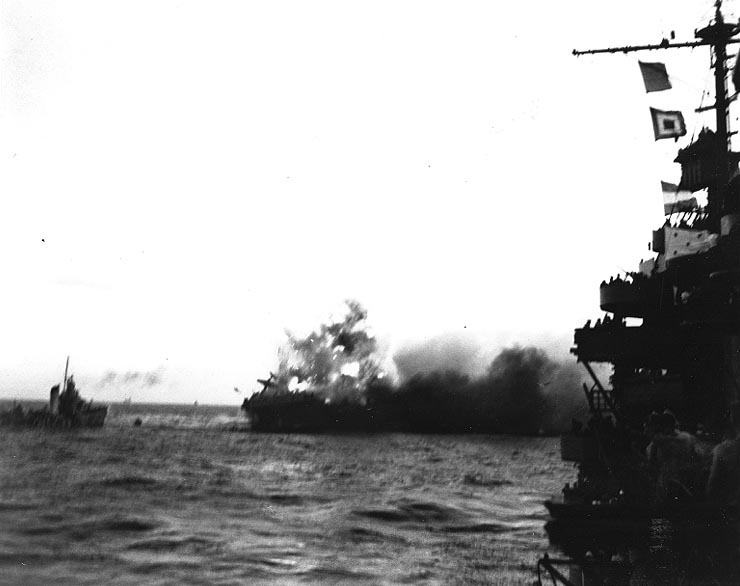
산호해 해전으로 함선에 화재가 발생한 USS 렉싱턴 (CV-2)의 모습.

아래 목록은 육상전, 해상전, 공중전 뿐 아니라 제2차 세계 대전 기간 발생한 모든 전역, 작전, 방어전, 포위전 등을 포함한 모든 군사 교전 목록이다. 여기서 전역(Campaigns)이란 보통 넓은 영토에서 장기간에 걸쳐 수행되는 광범위한 전략적 군사작전을 의미한다. 전투(Battle)란 특정 지역과 특정 기간에 국한된 단기간의 격렬한 교전을 의미한다. 하지만 군사 교전을 명명할 때 사용하는 용어는 일관된 기준이 없다. 예를 들어 대서양 전투의 경우에는 거의 전쟁의 전장(theatre)급으로 광활한 지역에 일어났으며 그 발생 기간 또한 전쟁 거의 대부분을 차지했다. 또한 영국 본토 항공전의 영어 명칭인 영국 전투(Battle of Britain)의 경우에도 단순한 전투기보다는 광활한 전역에 가까운 용어이다.

## 전투

### 1939년
| • 폴란드 침공 브주라 전투 므와바 전투 토마슈프루벨스키 전투 코츠크 전투 바르샤바 포위전 | 나치 독일이 폴란드를 침공.                                                            |  |
| • 소련의 폴란드 침공 르부프 전투 빌노 전투 그로드노 전투 샤츠크 전투 비티츠노 전투      | 소련이 폴란드를 침공.                                                                 |  |
| • 슬로바키아의 폴란드 침공                                                              | 슬로바키아가 폴란드를 침공.                                                           |  |
| • 자르 공세                                                                             | 프랑스가 자를란트를 침공.                                                             |  |
| • 겨울 전쟁 톨바얘르비-애글래얘르비 전투 수오무살미 전투                                | 소련이 핀란드를 침공. 초기에 핀란드가 성공적으로 방어전을 수행.                       |  |
| • 제1차 창사 전투                                                                       | 중일전쟁 기간 이뤄진 일본의 첫 창사 공격 시도.                                        |  |
| • 1939-1940년 동계대공세                                                                | 중일전쟁 기간 이뤄진 중국의 첫 대규모 반격작전.                                       |  |
| • 라플라타강 해전                                                                       | 독일 장갑함 그라프쉬페가 몬테비데오 항구 인근에서 연합국 해군과 교전하여 이후 나포됨. |  |

### 1940년
| • 대서양 전투                                                              | 1940년에서 1945년까지 대서양에서 여러 해전이 발생했다. |
| • 겨울 전쟁 콜라 전투 홍카니에미 전투                                      | 겨울 전쟁 중에 일어난 전차전이다. |
| • 독일의 덴마크 침공                                                       | |
| • 드뢰바크 해협 전투                                                       | 독일의 노르웨이 침공 첫날에 발생한 전투이다. |
| • 나르비크 전투                                                            | 노르웨이에서 연합국이 소규모 승리를 거두었다. |
| • 남소스 전역                                                              | 노르웨이에서 연합국이 독일군의 진격을 저지하러 시도했으나 실패했다. |
| • 영국의 아이슬란드 침공                                                   | |
| • 네덜란드 공방전                                                          | 독일이 네덜란드을 침공했으며 프랑스 공방전의 서막인 황색 계획의 시작에 해당한다. |
| • 룩셈부르크 침공                                                          | 황색 계획의 일환으로 독일이 룩셈부르크를 침공했다. |
| 벨기에 공방전                                                              | 황색 계획의 일환으로 독일이 벨기에을 침공했다. |
| • 프랑스 공방전 됭케르크 전투 됭케르크 철수 작전 아라스 전차전 불로뉴 전투 | |
| • 메르스엘케비르 공격                                                      | 일명 "캐터펠드 작전"이라고 부른다. 프랑스령 알제리에 정박해 있던 프랑스 해군 선박 일부가 추축국 손에 넘어갈 가능성을 우려한 영국 왕립해군이 메르스엘케비르를 포격했다. 대부분의 프랑스 함선이 탈출에 성공하며 작전은 사실상 실패했다. |
| • 영국 본토 항공전                                                         | 독일 루프트바페가 영국 침공의 전제조건인 제공권 확보를 위해 영국 왕립공군과의 교전을 펼쳤으나 실패했다. |
| • 이탈리아의 영국령 소말릴란드 점령                                        | 이탈리아가 영국령 소말릴란드를 점령. |
| • 일본 제국의 프랑스령 인도차이나 침공                                     | 일본 제국이 당시 비시 프랑스가 통치하고 있던 프랑스령 인도차이나를 점령했다. |
| • 다카르 전투                                                              | 비시 프랑스가 차지하고 있던 전략적으로 중요한 항구인 다카르를 연합국이 점령하러 시도했으나 실패했다. |
| • 그리스-이탈리아 전쟁 핀도스산 전투                                       | 이탈리아군이 알바니아 영토를 통해 그리스를 침공했으나 실패했다. 그리스군은 반격하여 이탈리아령 알바니아 내로 진공했다. |
| • 가봉 전투                                                                | 자유 프랑스군이 비시 프랑스가 장악하던 가봉의 리브르빌을 장악했다. |
| • 타란토 해전                                                              | 영국의 항공모함 발진 전투기가 타란토 항구의 이탈리아 함대를 공격했다. |
| • 백단대전                                                                 | 중국 인민해방군의 일본 제국 육군을 향한 대공세이다. |
| • 시디바라니 전투                                                          | 북아프리카에서 영국군의 첫 대규모 공세이다. |

### 1941년
| • 프랑스-태국 전쟁 기간의 태국. | |
| • 리타니강 전투 | 비시 프랑스령 시리아와 레바논을 장악하는 시리아-레바논 전역에서 오스트레일리아군의 리타니강 도하 전투이다.            |
| • 다마스쿠스 전투 | 영연방군과 연합군이 비시 프랑스가 장악한 다마스쿠스를 점령했다.                                                       |
| • 베이루트 전투 | 영연방군과 연합군이 비시 프랑스가 장악한 베이루트를 점령했으며, 이 전투로 시리아와 레바논의 비시 프랑스군이 항복했다. |
| • 케렌 전투 | 동아프리카 전역에서 영국군과 영연방군이 케렌의 이탈리아군을 격퇴했다.                                                 |
| • 마타판곶 해전 | 영국 해군이 이탈리아 함대를 격퇴했다.                                                                                 |
| • 덴마크 해협 해전 | 독일 전함 비스마르크과 HMS 후드 간의 해전이다.                                                                        |
| • 비스마르크 추격전 | 영국 해군의 추격으로 독일 전함 비스마르크가 격침당했다.                                                               |
| • 유고슬라비아 침공 | 독일군과 추축군이 독일, 이탈리아, 헝가리, 불가리아, 알바니아 영토에서 유고슬라비아 왕국을 침공했다.                   |
| • 그리스 공방전 메탁사스선 전투 베비 전투 테르모필레 전투                                                                                   | |
| • 크레타 전투 | 독일군 공수부대가 크레타섬을 장악했으나 사상자가 많았다.                                                              |
| • 바르바로사 작전 스몰렌스크 전투 키예프 전투 모스크바 공방전                                                                               | 독일의 소련 침공이다. 독일군의 진격이 일시적으로 중단되었다. 독일 중앙집단군이 모스크바에서 후퇴했다.                 |
| • 곤다르 전투 | 영연방군과 연합군이 이탈리아령 동아프리카의 조직적인 잔존 저항을 완전히 분쇄했다.                                     |
| • 진주만 공격 | 일본 제국이 미국 태평양 함대를 기습공격했다.                                                                          |
| • 제2차 창사 전투 | 일본군이 두번째로 중국 창사를 점령하러 시도했으나 실패했다.                                                           |
| • 상가오 전투 | 일본 제11군이 중국 국민당군 제19군 본부를 기습하러 시도했다.                                                          |
| • 일본의 태국 침공 | 일본이 태국을 침공하고 점령했다.                                                                                      |
| • 홍콩 전투 | 일본이 영국령 홍콩을 점령했다.                                                                                        |
| • 괌 전투 | 일본이 미국령 괌을 점령했다.                                                                                          |
| • 웨이크섬 전투 | 일본이 미국령 웨이크섬을 점령했다.                                                                                    |
| • 말라야 전역 일본의 영국령 말라야 침공 크로흐콜 작전 싱가포르 폭격 지트라 전투 캄파르 전투 슬림강 전투 무아르 전투 게마스 전투 엔다우 해전 | |
| • 말레이 해전 | 일본 해군이 영국 함대를 격퇴시켰다.                                                                                   |

### 1942년
| • 바탄 전투                                                                 | |
| • 드라주고셰 전투                                                           | 독일 점령군과 슬로베니아 파르티잔 간 첫 대규모 교전이다. |
| • 마카사르 해협 해전                                                        | 일본군 항공모함이 미국과 네덜란드 식민지를 기습했다. |
| • 싱가포르 전투 사림분 해변 전투 크란지 전투 부킷티마 전투 파시르 판장 전투 | |
| • 자바해 해전                                                               | 일본군이 연합국 해군을 격퇴했다. |
| • 바둥 해협 해전                                                            | 수적으로 열세인 일본 해군이 연합국의 야상 해상 공격을 격퇴했다. |
| • 자바섬 전투                                                               | 일본군이 자바섬을 침공했다. |
| • 인도양 해전                                                               | 일본군 항공모함함대의 공습으로 연합국 함대가 피해를 입었다. |
| • 크리스마스섬 전투                                                         | 일본이 크리스마스섬을 점령했다. |
| • 코레히도르 전투                                                           | 이 전투로 일본이 필리핀을 완전 점령했다. |
| • 일본의 버마 침공                                                          | 일본이 당시 영국령 버마를 침공했다. |
| • 나노스 전투                                                               | 이탈리아군 800명 가량이 슬로베니아 파르티잔 50여명을 포위공격했다. |
| • 둘리틀 공습                                                               | 미국의 첫 도쿄 공습이다. |
| • 산호해 해전                                                               | 역사상 첫 항공모함 대 항공모함 전투이다. |
| • 가잘라 전투                                                               | 토브루크 남쪽 사막에서 독일군이 공세를 펼쳐 영국군 장갑병력이 심각한 피해를 입어 후퇴했다. 기습공격으로 독일군은 영국령 이집트 내로 진공하여 엘 알라메인까지 진격했다.                                   |
| • 미드웨이 해전                                                             | 일본군이 태평양에서 큰 피해를 입었다. 일본군은 항공모함 4척을 손실했다. |
| • PQ 17 호송선단                                                            | 35척으로 구성된 호송선단으로 6월 17일 아이슬란드에서 무르만스크를 향해 출발했으나 7월 5일 11척만 도착했다.                                                                                               |
| • 알류샨 열도 전역                                                          | 일본군이 미드웨이 환초로 향하는 제국 해군의 방향을 숨기기 위해 미국 알래스카주 알류샨 열도의 2개 섬을 공격했다.                                                                                          |
| • 시드니항 공격                                                             | 일본군이 잠수함을 통해 시드니 항구를 공격했다. |
| • 제1차 엘 알라메인 전투                                                    | 영국 제8군이 이집트로 진공해 오는 에르빈 롬멜의 독일군의 진격을 막았다. |
| • 제2차 엘 알라메인 전투                                                    | 영국 제8군이 이집트의 독일군을 완전히 격퇴했다. |
| • 세바스토폴 포위전                                                         | 독일군이 8개월간의 포위전 끝에 점령했다. |
| • 제3차 창사 전투                                                           | 창사 주변을 공격한 일본군을 중국군이 격퇴했다. |
| • 코코다 트랙 전역                                                          | 오스트레일리아군, 미군이 제2차 세계 대전 최초로 일본군의 공세를 막아냈다. |
| • 과달카날 전역                                                             | 솔로몬 제도 지역에서 최초의 연합국의 군사 작전이다. |
| • 사보섬 해전                                                               | 일본군이 미군 순양함 4척을 격침했다. |
| • 디에프 기습                                                               | 주빌리 작전이라는 이름으로 독일군이 점령한 프랑스 디에프항을 향해 연합국이 상륙작전을 벌였다. 연합국이 매우 큰 피해를 입었으며 이 작전을 통해 1944년 디데이를 비롯한 이후의 상륙작전에 큰 영향을 주었다. |
| • 스탈린그라드 전투                                                         | 프리드리히 파울루스의 독일 제6군이 도시를 포위하고 공격했으나 11월 23일 독일 제6군이 소련군에게 역으로 포위당해 섬멸되었다.                                                                              |
| • 동부 솔로몬 해전                                                          | 일본 항공모함 류조가 격침당했다. |
| • 밀네만 전투                                                               | 최초로 상륙한 일본군이 후퇴하여 역으로 바다로 다시 돌아갔다. |
| • 부나-고나 전투                                                            | 뉴기니섬 북부의 일본군을 오스트레일리아군과 미군이 격퇴했다. |
| • 에스페런스곶 해전                                                         | 과달카날섬 인근에서 일어난 해전이다. |
| • 산타크루즈섬 해전                                                         | 과달카날섬 인근에서 일어난 해전으로 미군 USS 호넷이 격침되었다. |
| • 횃불 작전                                                                 | 연합국이 프랑스령 알제리에 있는 레지스탕스와 합세하여 알제리 곳곳에 상륙했다. |
| • 과달카날 해전                                                             | 미국이 과달카날 인근의 일본 해군을 격퇴했다. |
| • 타사파롱가 해전                                                           | 과달카날섬 인근에서 일어난 해전이다. |
| • 제2차 하리코프 공방전                                                     | 소련군이 하르키우(당시 하리코프)를 탈환하러 시도했으나 실패했다. |
| • 마다가스카르 전투                                                         | 연합국이 당시 비시 프랑스가 장악한 마다가스카르를 점령했다. |

### 1943년
| • 오산카리차 전투                           | 독일군 2천명 가량이 슬로베니아 오산카리차를 점령하고 학살했다. |
| • 렌넬섬 해전                               | 일본군 폭격기가 미군 순양함을 격침했다. |
| • 제3차 하리코프 공방전                     | 독일군이 하리코프를 탈환했다. |
| • 카세린 협곡 전투                          | 독일군과 미군 사이 장갑병력이 튀니지에서 맞부딪힌 전투이다. |
| • 네레트바 전투                             | 독일군의 보스니아 남부 지역 공세작전이다. 이 공세는 유고슬라비아 파르티잔 토벌을 위해 기획되었다. 독일군과 함께 이탈리아군, 크로아트인계 우스타샤, 세르브인계 체트니크가 작전을 지원했다. 파르티잔은 큰 피해를 입었지만 포위망을 빠져나갈 수 있었다. |
| • 코만도르스키예 제도 해전                  | 베링해에서 일어난 미군과 일본군 간의 해전이다. |
| • 비스마르크해 해전                         | 미군과 오스트레일리아 공군이 뉴기니 라에섬으로 향하던 일본군 호송대를 공격하여 대부분을 격침시켰다. |
| • 수레바퀴 작전                             | 일본군의 라바울 기지를 무력화시키기 위한 미국의 작전이다. |
| • 애투섬 전투                               | 미국이 알래스카 알류샨 열도에 상륙한 일본군을 물리치기 위한 전투이다. |
| • 바르샤바 게토 봉기                        | 유대인 5천명과 독일군 2천명이 사망한 봉기이다. |
| • 제5차 보스니아 공세                       | 유고슬라비아에 주둔한 독일군이 이탈리아군, 불가리아군, 세르비아군의 지원을 받아 보스니아 남부의 파르티잔을 토벌하는 작전을 펼쳤다. 이 작전에서도 파르티잔이 포위망을 탈출하는 데 성공한다.                                                           |
| • 투아리크성 전투                           | 슬로베니아 파르티잔이 슬로베니아 군사가 지키고 있는 성을 장악했다. |
| • 쿠르스크 전투                             | 독일군이 오룔과 벨고로드의 쿠르스크 고지를 공격하자 소련군이 이를 격퇴했다. |
| • 연합군의 시칠리아 침공                    | 연합군이 이탈리아의 시칠리아섬을 점령했다. |
| • 연합군의 이탈리아 침공                    | 연합국이 이탈리아 칼라브리아주, 타란토, 살레르노를 점령했다. |
| • 도데카니사 전역 코스섬 전투 레로스섬 전투 | 연합국과 독일군이 도데카니사 제도를 놓고 전투를 치뤘다. 독일군이 코스섬을 점령했다. 독일군이 레로스섬을 점령했다. |
| • 제2차 스몰렌스크 전투                     | 소련이 스몰렌스크 요새지대 인근의 독일군을 공격하여 격퇴했다. |
| • 제2차 키예프 전투                         | 소련군이 키이우를 탈환했다. |
| • 제2차 슈바인푸르트 공습                   | '검은 목요일'이라고 알려진 루프트바페와 미국 공군 사이의 공중전이다. |
| • 슈바인푸르트-레겐스부르크 임무            | 또 다른 주간 대형 항공전이다. |
| • 베를린 항공전                             | 독일군과 영국군 간 베를린 위 항공전이다. |
| • 타라와 전투                               | 태평양에서 미군의 첫 대규모 수륙 양용 전투이다. |
| • 마킨 전투                                 | 미군이 부타리타리(마킨 환초)를 점령했다. |
| • 살라마우아-라에 전역                      | 오스트레일리아군과 미군이 뉴기니의 살라마우아와 라에를 점령했다. |
| • 와우 전투                                 | 오스트레일리아군이 뉴기니섬 와우의 일본군을 격퇴했다. |
| • 베른하르트 선 전투                        | 미군 제5군이 이탈리아 중부 몬테 카시노 인근 독일군 방어선을 공격했다. |
| • 모로강 전역 오르토나 전투                 | |

### 1944년
| • 메키틸라-만달레이 전투  | |
| • 몬테카시노 전투         | 1월부터 5월까지 이탈리아의 몬테카시노에서 일어난 4차례의 전투이다. 이 전투로 로마로 향하는 연합국 진격로가 열렸다.                                |
| • 몬테카스텔로 전투       | 앙코르 작전으로도 불리며, 브라질 원정군이 실제로 활동한 첫 대규모 전투이다.                                                                       |
| • 싱글 작전 시스테나 전투 | |
| • 콰잘레인 전투           | 미군이 콰잘레인 환초에 상륙했다. |
| • 어드민 박스 전투        | 버마 지역에서 일본군이 연합국의 공세에 대항해 국지적인 반격작전을 펼쳤으나 실패했다.                                                              |
| • 에네웨타크 전투         | 미국이 에네웨타크 환초에 상륙했다. |
| • 임팔 전투와 코히마 전투 | 일본의 인도 방면 공세 작전으로 큰 손실을 입고 패배했다.                                                                                           |
| • 우호 작전               | 일본군의 인도 마니푸르 방면 공세로 연합국이 방어에 성공했다.                                                                                      |
| • 대륙타통작전            | 일본군의 중국 본토 내 미군 항공기지 타격 작전으로 성공했다.                                                                                       |
| • 뢰셀프루크 작전         | 독일군의 요시프 브로즈 티토 납치작전으로 실패했다.                                                                                                |
| • 오버로드 작전           | 연합국의 북프랑스 상륙 작전이다. |
| • 사이판 전투             | 미국이 마리아나 제도의 사이판섬을 상륙해 점령했다.                                                                                                |
| • 괌 전투                 | 미국이 괌을 점령했다. |
| • 티니안 전투             | 미국이 티니안섬을 점령했다. |
| • 바그라티온 작전         | 소련군이 동부 전선의 중앙집단군을 분쇄했다. |
| • 필리핀해 해전           | 가장 거대한 항공모함 끼리의 해전이다. |
| • 탈리-이한탈라 전투      | 핀란드가 소련의 북방 공세를 저지했다. |
| • 바르샤바 봉기           | 폴란드 저항군 2만명과 독일 국방군 및 슈츠슈타펠 부대 55,000명이 교전했다. 바르샤바 시내 90%가 파괴되었으며 20만명이 넘는 사상자가 발생했다.       |
| • 용기병 작전             | 연합군이 프랑스 남부를 침공했다. |
| • 데브레첸 전투           | 소련이 헝가리 중부로 공세를 펼쳐 영토를 얻었으나 사상자가 비슷했고 독일군과 헝가리군이 성공적으로 철수했다.                                       |
| • 고딕 선 공세            | 영국 제8군과 미국 제5군 |
| • 아른험 전투             | 마켓 가든 작전의 가장 큰 전투이다. 연합국은 아른험 도달에는 성공하나 라인강 도하에는 실패한다. 영국 공수사단이 큰 피해를 입었다.                  |
| • 펠렐리우 전투           | 미국이 서태평양의 펠렐리우섬을 점령하기 위한 전투이다.                                                                                            |
| • 아헨 전투               | 제2차 세계 대전에서 독일 본토에서 발생한 첫 지상전이다.                                                                                           |
| • 스헬더강 전투           | 캐나다군의 네덜란드와 벨기에 사이 해안지역 전투로 연합국이 승리하며 앤트워프 항구로 향하는 길이 열리고 연합국의 여러 보급 문제가 많이 해결되었다. |
| • 십자가상 언덕 전투      | 미국 제1보병사단이 아헨을 감제할 수 있는 가장 중요한 고지인 십자가상 언덕을 점령했다.                                                             |
| • 앙가우르 전투           | 미군이 팔라우섬을 완전히 점령했다. |
| • 휘르트겐 숲 전투        | 독일군의 독일 본토 국경 인근 휘르트겐숲을 방어해 미군이 큰 손실을 입었다.                                                                         |
| • 레이테 전투             | 미군과 필리핀 게릴라가 레이테섬을 점령했다. |
| • 레이테만 전투           | 역사상 가장 거대한 규모의 해전이다. |
| • 퀸 작전                 | 영국군과 미군의 서부 전선 아헨과 루르강 인근의 합동작전이다.                                                                                      |
| • 민도로섬 전투           | |
| • 비안덴 전투             | 룩셈부르크 레지스탕스와 독일군 사이 있었던 유일한 대규모 교전이다.                                                                                |
| • 벌지 전투               | 독일군의 아르덴 지역 반격작전이다. |

### 1945년
| • 카펠스허페이르 전투    | 코끼리 작전이라고도 부른다. 네덜란드의 카펠스허페이르 교두보를 장악하기 위한 연합군의 공세이다.                                                              |
| • 카바나투안 기습        | 미국의 바탄주과 코르히도르 지역 미군 포로수용소 습격 작전이다.                                                                                               |
| • 프라하 공세            | 소련군 제1, 제2, 제4 우크라이나 전선군이 독일 동남부와 슬로바키아 지역에 잔존한 마지막 독일 2개 군인 중앙집단군과 오스트마르크 집단군 1백만 병력을 격파했다. |
| • 플라텐지 공세          | 독일군이 시행한 최후의 공세작전으로 헝가리 발라톤 호수를 공격했다.                                                                                           |
| • 바탄 전투              | 미군과 필리핀군이 바탄반도를 탈환했다. |
| • 마닐라 전투            | 미군과 필리핀군이 마닐라로 진격하여 1달간의 전투 끝에 탈환했다.                                                                                              |
| • 루손 전투              | 멕시코군이 제2차 세계 대전 중 본격적으로 조종사를 지원해 참여한 전투이다.                                                                                    |
| • 코레히도르 전투        | 미군과 필리핀군의 공격으로 일본군이 장악한 섬 요새를 탈환했다.                                                                                               |
| • 로스바뇨스 기습        | 미국 공수부대가 일본군에게 억류된 미군 포로와 민간인 2천명을 구한 기습작전이다.                                                                              |
| • 민다나오 전투          | 미 제8군이 필리핀 연방군과 함께 필리핀 남부를 탈환했다. |
| • 바시티 작전            | 연합국 강하병이 독일 베젤에 강습한 작전이다. |
| • 비사야스 전투          | 미 제8군이 필리핀 연방군과 함께 필리핀 중부를 탈환했다. |
| • 메키틸라-만달레이 전투 | 이 전투로 일본군이 버마 중부에서 완전히 밀려났다. |
| • 이오지마 전투          | 1달간의 전투 끝에 미군이 일본의 이오지마를 완전히 점령했다.                                                                                                  |
| • 서허난-북후베이 전투   | 중국과 일본간의 본토 중부 전투이다. |
| • 할베 전투              | 베를린 전투의 일부로, 이 전투로 베를린이 완전히 포위되었다.                                                                                                  |
| • 베를린 공방전          | 소련이 독일의 수도인 베를린을 점령하며 유럽전선이 완전히 끝났다.                                                                                             |
| • 함부르크 전투          | 영국군이 독일 북부의 함부르크를 점령했다. |
| • 이터성 전투            | 미군 기갑사단이 독일 국방군과 전향한 SS 병력 일부와 함께 프랑스 포로수용소인 이터성을 공격하는 독일 SS군을 방어했다.                                         |
| • 트리에스테 전투        | 영국군과 유고슬라비아 파르티잔이 트리에스테를 점령했다. |
| • 타라칸 전투            | 연합국이 보르네오섬 북부를 공격했다. |
| • 폴랴나 전투            | 유럽전선 종전 후인 1945년 5월 14-15일간 일어난 전투로, 유고슬라비아 파르티잔이 우스타샤, 독일 국방군, 슬로베니아 방위군과 교전했다.                          |
| • 오자크 전투            | 유럽전선에서 일어난 최후의 대규모 교전이다. 유고슬라비아 파르티잔이 우스타샤를 공격했으며 5월 25일까지 교전이 이어졌다.                                      |
| • 서후난 전투            | 중일전쟁에서 중국군이 시행한 최후의 대공세로 중국군이 대부분의 영역을 회복했다.                                                                              |
| • 오키나와 전투          | 미군이 일본의 오키나와를 점령했다. |
| • 북보르네오 전투        | 오스트레일리아군이 태평양전쟁에서 가한 최후의 공세로 보르네오섬 대부분을 탈환했다.                                                                           |
| • 발릭파판 전투          | 연합국이 발릭파판을 점령하여 보르네오섬 동안을 완전히 탈환했다.                                                                                              |
| • 만주 전략공세작전      | 소련군이 만주 지역을 완전히 점령했다. |

## 포위전
- 바르샤바 포위전
- 레닌그라드 포위전
- 르부프 포위전
- 모들린 포위전
- 노보로시스크 포위전
- 오데사 포위전
- 세바스토폴 포위전
- 투브루크 포위전
- 부다페스트 포위전
- 브레슬라우 포위전
- 바스토뉴 포위전

## 해상전
전역
- 북극 호송선단 전역
- 대서양 해전
  - 대서양 전투 연표
- 지중해 해전
- 인도양 해전

개별 전투
- 1939년
  - 라플라타강 해전
- 1940년
  - 제1차 나르비크 해전
  - 제2차 나르비크 해전
- 1941년
  - 마타판곶 해전
  - 진주만 공격
- 1942년
  - 산호해 해전
  - 미드웨이 해전
  - 과달카날 해전
- 1943년
  - 코만도르스키예 제도 해전
- 1944년
  - 레이테만 전투
- 1945년
  - 천호 작전

## 주요 폭격
일반 주제
- 제2차 세계 대전 기간의 전략폭격
- 미국 전략폭격 보고서

개별 폭격
- 베데커 전격
- 충칭 대공습
- 코벤트리 공습
- 베오그라드 폭격
- 브룸 공습
- 드레스덴 폭격
- 다윈 공습
- 함부르크 폭격
- 헬싱키 폭격
- 히로시마와 나가사키 원자폭탄 투하
- 카셀 폭격
- 런던 폭격
- 뤼베크 폭격
- 나르바 폭격
- 진주만 공습
- 로스토크 폭격
- 로테르담 폭격
- 스탈린그라드 폭격
- 탈린 폭격
- 도쿄 대공습
- 바르샤바 폭격

## 방어선
- 대서양 방벽
- 카이사르 C 방어선
- GHQ 선
- 고딕선
- 윈터선
- 마지노선
- 만네르헤임선
- 메탁사스선
- 지크프리트선
- 타운톤 정지선

## 동시기 전쟁
- 국공 내전
- 에콰도르-페루 전쟁
- 그리스 내전
- 제2차 이탈리아-에티오피아 전쟁
- 할힌골 전투
- 스페인 내전
- 1944-1947년 아프가니스탄 부족 봉기

## 같이 보기
- 제2차 세계 대전의 전구와 전역 목록
- 제2차 세계 대전 참전국
- 20세기 전투 목록